# Zé Roberto (ur. 1980)
José Roberto de Oliveira (ur. 9 grudnia 1980 roku w Itumbiarze) – brazylijski piłkarz grający na pozycji pomocnika w klubie CR Flamengo. W pierwszym składzie zagrał 3 razy i strzelił 1 gola. Wcześniej grał między innymi w Botafogo de Futebol e Regatas, Esporte Clube Vitória, Kashiwa Reysol, SL Benfica i Cruzeiro EC.